# В моей смерти прошу винить Клаву К.
«В моей смерти прошу винить Клаву К.» — советский художественный фильм о первой любви, снятый в 1979 году режиссёрами Николаем Лебедевым и Эрнестом Ясаном по повести Михаила Львовского.
Фильм удостоен Государственной премии РСФСР.

## Сюжет
Областной центр на юге России. Молодые интеллигенты Павел и Рита Лавровы приводят в детский сад своего четырёхлетнего сына Серёжу. Тот плачет и никак не хочет здесь оставаться. Тогда заведующая вызывает симпатичную девочку Клаву Климкову, которая берёт мальчика за руку и ведёт собирать жёлуди. Серёжа с помощью родителей набирает их гораздо больше, чем другие дети, чем сразу завоёвывает симпатии девочки…
Климкова и Лавров — третьеклассники. Он хорошо учится, активно занимается спортом, поёт в школьном хоре. Она же умеет только красиво подавать цветы, но Серёжа решает за девочку все проблемы. Он постоянно помогает Клаве с математикой, делает ей подарки — как вещи, принадлежащие ему, так и барометр отца или игрушки младшего брата…
Клава и Сергей учатся уже в старших классах. Он, как и прежде, гордость школы — победитель математических олимпиад, чемпион школы по шахматам, спортсмен и просто красавец. В него безответно влюблена одноклассница Таня Ищенко, а для Клавы Серёжа лишь игрушка, уже изрядно надоевшая. Внимание Клавы привлекает парень из параллельного класса Лаврентий (Лаврик) — сын врача, также отличник, однажды даже сыгравший вничью с Михаилом Талем. Сергей пытается вернуть себе внимание девушки, но та всё больше выказывает желание порвать с ним. Даже на угрозу юноши совершить самоубийство она заявляет, что она пошла бы с ним куда угодно, только если бы он был способен совершить заявленное.
Тане и Лаврику с трудом удаётся остановить Лаврова. Клава же, наоборот, жестоко высмеивает Сергея, призвав на помощь одноклассников — встречает его на пороге школы похоронным маршем. Но она могла бы этого и не делать — огонёк в глазах юноши уже погас, и ни правильные слова со стороны окружающих, ни туристическая поездка в горы с родителями не могут вывести его из угнетённого состояния.
По приезде Сергея из похода выясняется, что умерла мать Тани, и девушка бросила школу, чтобы зарабатывать на жизнь. Юноша потрясён этим. Он больше не встречается с Клавой, но никак не может её забыть. Даже когда он бродит по городу с Таней, то видит в проходящих девушках свою возлюбленную.
Однажды Сергей и Клава всё-таки встречаются у Лаврика и затем идут гулять. Девушка пытается просить прощения:

Это трудно объяснить. У нас всё не так получилось. Всё могло быть иначе… Ты всё время дарил мне себя, а Лаврик подарил мне меня, понимаешь?

Через какое-то время Сергей неловко пытается «признаться» Тане в любви:
— Я люблю тебя, Таня.

— Так не бывает.

— Бывает.

— Ты всю жизнь будешь любить Клаву.

— Так не бывает.

— Бывает…
Затем Таня уходит, а юноша долго смотрит ей вслед.

## Литературный источник
Фильм снят по одноимённой повести Михаила Львовского, в которой, по его словам, нашли отражение перипетии его юношеских отношений с Валентиной Архангельской, которая затем стала женой Александра Галича. В 1980 году был издан сборник «Сигнал надежды», куда кроме киносценариев вошли повести «В моей смерти прошу винить Клаву К.» (1976) и её продолжение «Сигнал надежды» («Сестра милосердия») (1977). Первая повесть не переиздавалась до 2016 года, вторая — до сих пор.
Особенностью повести является поочерёдное повествование от имени практически всех главных героев, что даёт возможность читателю понять причины тех или иных поступков и их восприятие окружающими.
Сюжеты книги и фильма несколько отличаются, главное отличие — случайное падение Сергея с обрыва реки после возвращения из поездки на море (в фильме вместо неё — туристический поход). После этого Таня ухаживала за юношей в больнице, и только потом происходит их объяснение. Также в повести приводится название реки — Кубань, упоминается фамилия Лаврика — Корнильев. В фильме о падении есть лишь намёк в одном из эпизодов. По утверждениям, поначалу съёмки включали все события повести, однако впоследствии некоторые эпизоды были исключены, так как режиссёру не хотелось отвлекать зрителя от основной темы фильма и придать действию больший динамизм. По словам Натальи Журавлёвой, сыгравшей Таню Ищенко, сохранились кадры момента, когда Сергей после падения попадает в больницу (на операционном столе, в палате).

### Продолжение
В книге «Сигнал надежды» («Сестра милосердия») раскрывается дальнейшее развитие сюжета. О Клаве в повести упоминается вскользь — лишь сообщается, что она вышла замуж. Действие происходит спустя 5—6 лет (это можно высчитать по авторскому комментарию: в повести «В моей смерти прошу винить Клаву К.» Таня говорит Сергею про свою сестру Свету, что ей три года, а в повести «Сестра милосердия» о Свете говорится, что ей 8 лет). Таня работает медсестрой в клинике профессора Корнильева (отца Лаврика), Серёжа учится и живёт в Москве, где одновременно со сдачей диплома защищает и кандидатскую диссертацию по математике. Он возвращается в свой родной город Синегорск и уговаривает Таню переехать к нему. Через несколько месяцев девушка едет в Москву, где побеждает в конкурсе песни медицинских работников. Её отношения с Серёжей имеют открытый финал с намёком на счастливое развитие: Серёжа вновь предлагает продолжить роман, однако Таня отказывается, мотивируя это тем, что выйдет за него замуж только тогда, когда будет уверена, что его чувства к ней такие же крепкие, как и у неё к нему. Книга заканчивается тем, что Тане приходит письмо, в котором Сергей пишет, что не может жить без неё и её друзей, с которыми он успел познакомиться.
Синегорск действительно существует в Краснодарском крае, но это не город, а небольшой посёлок вдалеке от Кубани. Более вероятно, что под Синегорском подразумевается Краснодар.

## В ролях
| Актёр               | Роль                                                     |
| ------------------- | -------------------------------------------------------- |
| Владимир Шевельков  | Серёжа Лавров                                            |
| Максим Ясан         | Серёжа Лавров в детстве                                  |
| Андрей Мусатов      | Серёжа Лавров-третьеклассник                             |
| Надежда Горшкова    | Клава Климкова                                           |
| Елена Хопшоносова   | Клава в детстве                                          |
| Ольга Озерецковская | Клава-третьеклассница                                    |
| Наталья Журавлёва   | Туся (Татьяна) Ищенко                                    |
| Владимир Сидоров    | Лаврик Корнильев                                         |
| Любовь Полищук      | мама Клавы Вера Сергеевна                                |
| Валентина Панина    | мама Серёжи Рита                                         |
| Виктор Костецкий    | отец Серёжи Павел Афанасьевич                            |
| Антон Гранат        | брат Серёжи Шурик                                        |
| Вениамин Смехов     | дядя Сева                                                |
| Ольга Волкова       | воспитательница в детском саду Елена Григорьевна         |
| Любовь Малиновская  | учительница музыки во Дворце пионеров Неонила Николаевна |
| Александр Анисимов  | директор Дворца пионеров Дмитрий Александрович           |
| Олег Ефремов        | режиссёр Дворца пионеров                                 |
| Любовь Тищенко      | заведующая детским садом                                 |
| Лариса Удовиченко   | эпизод                                                   |

## Съёмочная группа
- Автор сценария: Михаил Львовский
- Режиссёр: Николай Лебедев, Эрнест Ясан
- Оператор: Валерий Миронов
- Художник: Алексей Федотов
- Композитор: Александр Журбин

## Музыка
- Алекс Сильванни — «Disco stomp» (мелодия, под которую танцуют Клава и её мама);
- Франц Шуберт — «В путь»/«Das Wandern» из вокального цикла «Прекрасная мельничиха» (песня, исполняемая хором во Дворце пионеров);
- Африк Симон — «Hafanana» (песня, под которую герои танцуют в парке);
- Алекс Сильванни — «Para que no me olvides» (танго, под которое герои танцуют в парке);
- ВИА «Верные друзья» — «Всё к лучшему» (песня, исполняемая во время летней туристической поездки Лавровых);
- Александр Журбин — вокализ 1 (в исполнении Клавы);
- «Не бывает любви несчастной» (на стихи Бориса Заходера), песня, исполняемая преподавателем кружка по пению. Вокал — Александр Градский; вокализ 2 (финальная сцена объяснения Сергея и Татьяны).

## Призы и премии
1. 1979 — Грамота жюри на 1-м Всесоюзном смотре работ молодых кинематографистов.
2. 1979 — Лучший сценарий 1979 года М. Львовского на закрытом профессиональном конкурсе Союза кинематографистов СССР.
3. 1980 — XIII ВКФ в Душанбе. Вторая премия по разделу фильмов для детей и юношества — Николай Лебедев и Эрнест Ясан[4].
4. 1980 — XVIII МКФ фильмов для детей и юношества в Хихоне. Главный приз — Николай Лебедев и Эрнест Ясан.
5. 1980 — Лучший фильм 1979 года по признанию зрительского жюри клуба «Экран» на VI МКФ стран Азии, Африки и Латинской Америки в Ташкенте.
6. 1981 — Государственная премия РСФСР имени Н. К. Крупской, режиссёры Николай Лебедев и Эрнест Ясан, сценарист Михаил Львовский, оператор Валерий Миронов, художник Алексей Федотов.

## Отзывы
- И. С. Левшина. Подросток и Экран. — М.: Педагогика, 1989. — ISBN 5-7155-0151-2. — ISBN 978-571-550-151-6.:

…Когда достаточно задолго до выхода на экран я посмотрела «В моей смерти прошу винить Клаву К.» (режиссёр Эдуард Ясан), мне было понятно, что фильм молодёжная аудитория встретит очень хорошо. Но чтобы такой успех! — надо признаться, не ожидала. Лавина писем в киноредакции, во всех кассах кинотеатров — всегда и везде — билеты проданы. После демонстрации этой ленты по Центральному телевидению в 1986 году редакция кинопрограмм ЦТ была завалена потоком откликов: подросли новые 14-летние, которые в свои 10 лет картину, может, и не видели, а если и видели, то не могли оценить с позиций нынешних, сформировавшихся запросов; бывшие подростки, нынешние 15-20-летние молодые люди, заново переживали прекрасные впечатления теперь уже их прошедшего детства. Снова успех фильма ошеломлял.

Мы, профессионалы, конечно, правы, когда прежде всего озабочены мерой и степенью художественного постижения жизни со всеми её сложностями и противоречиями. Я вспоминаю, как в сценарии М. Львовского слово передавалось по ходу действия всем героям драмы (вплоть до малолетнего Серёжиного брата) и повествование продолжало развиваться, преломлённое уже с другой точки зрения… Жизнь поворачивалась разными гранями, сталкивались разные позиции, мотивы поступков каждого из действующих лиц имели углублённые и непростые характеристики. Отношения роковой красавицы Клавы, влюбленного в неё с детского сада благородного Сергея, появление не менее, чем Сергей, превосходного парня Лаврика, ставшего новой, «настоящей» любовью для Клавы,— всё это представляло достаточно многомерную, сложную картину жизни.

В снятом фильме ничего этого нет, действие направлено по очищенному от всего «лишнего» (то есть от жизненной реальности) пути. Обидно смотреть это зрелище. Однако посчитаемся и с юными зрителями, с их способами смотрения, с их ожиданиями от экрана!